# Municipio 6 Greenwood
El municipio 6 Greenwood (en inglés: Township 6, Greenwood) es un municipio ubicado en el  condado de Moore en el estado estadounidense de Carolina del Norte. En el año 2010 tenía una población de 3.877 habitantes.

## Geografía
El municipio 6 Greenwood se encuentra ubicado en las coordenadas 35°19′58.28″N 79°16′50.6″O / 35.3328556, -79.280722.